# Carla Ward
Pour les articles homonymes, voir Ward.
Carla Ward, née le 21 décembre 1983 sur l'Île de Wight en Angleterre, est une footballeuse anglaise devenue ensuite entraîneuse. Après une carrière passée dans différents clubs anglais, elle devient entraîneuse notamment à Aston Villa en première division féminine anglaise. Depuis janvier 2025 elle est sélectionneuse de l'équipe nationale irlandaise.

## Biographie
Carla Ward nait sur l'Île de Wight le 21 décembre 1983. Elle grandit à Torquay et apprend à jouer au football dans les rues de son quartier.

### Carrière de joueuse
Après quelques saisons à Bristol, Carla Ward passe une année en Espagne au Sporting Plaza de Argel, un club d'Alicante. Elle rentre en Angleterre en 2007 et signe au Leeds United puis au bout de quelques mois s'engage en décembre 2007 avec le Lincoln Ladies. Lors de l'été 2009 les Doncaster Rovers Belles Ladies Football Club, un des clubs historiques du football féminin anglais qui évolue alors en première division la recrute. Mais l'engagement tourne court puisqu'après quelques semaines, Ward retourne à Lincoln.
En 2009, Carla Ward part, d'abord sous forme de prêt au Sheffield FC. De 2011 à 2017, Ward y dispute plus de 200 matchs et y marque plus de 100 buts.

### Carrière d'entraîneur

#### Sheffield United
La carrière d'entraîneur de Carla Ward commence au Sheffield United. Elle s'engage tout d'abord comme joueuse et entraîneuse-adjointe en novembre 2017. Elle devient rapidement entraîneuse intérimaire puisque le 17 janvier l'entraineur en chef, Dan O'Hearne, se retire de son poste. À l'occasion de son premier match d'entraineuse titulaire, Sheffield United bat Birmingham & West Midlands sur le score de 5 buts à 0. Puis c'est un écrasant 10-0 contre Rotherham United.
Ward est partie prenante du projet d'engagement de Sheffield en deuxième division anglaise. Au total elle dirige l'équipe au cours de 58 rencontres, parvenant à hisser son club à une cinquième place en deuxième division lors de la saison 2018-2019 puis jusqu'à la deuxième place du championnat la saison suivante en 2019-2020. Ward et Sheffield se séparent sur un accord mutuel au mois de juillet 2020.

#### Birmingham City
En août 2020, Ward est engagée par le Birmingham City Women Football Club. L'équipe qui vient d'échapper de peu à la relégation est en plein renouvellement puisque plus de la moitié de l'effectif est changé pendant l'été. Pendant son mandat, les joueuses adressent officiellement une liste de plaintes au conseil d'administration du club, déclarant que le club « nous empêchait de faire notre travail au mieux de nos capacités ». Les inquiétudes portent notamment sur le manque d'installations, de soutien médical et de dispositions relatives aux déplacements.
A la fin de la saison Ward est nommée parmi les candidates au titre de meilleur entraîneur de première division. Birmingham échappe à la relégation en terminant à la onzième place. Lors de la dernière journée du championnat elle annonce aux joueuses son intention de quitter son poste.

#### Aston Villa
Le 20 mai 2021 peu après son départ de Birmingham City, Carla Ward est nommée à la tête de l'équipe féminine d'Aston Villa. Pour sa première saison, les joueuses de Ward terminent à la neuvième place de la première division. Lors de la saison 2022-2023, c'est à une cinquième place historique pour le club que l'équipe termine la compétition. Aston Villa se qualifie aussi pour les demi-finales de la Coupe d'Angleterre. Rachel Daly est la meilleure buteuse du championnat. En mai 2023, Ward prolonge son contrat de deux saisons.
Le 3 mai 2024, le club annonce que Carla Ward quittera ses fonctions à la fin de la saison. Ward déclare vouloir « donner la priorité à d'autres choses importantes dans sa vie » notamment sa fille Hartley âgée de cinq ans. Après avoir pris du temps pour elle, pris des vacances elle saisi l'opportunité de rejoindre l'encadrement de l'équipe américaine féminine pour les Jeux olympiques de Paris qui est dirigée par sa mentor Emma Hayes.